# Chang Zheng (raketserie)

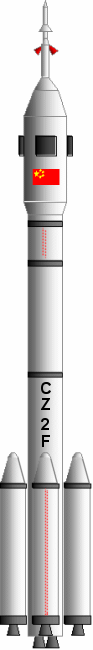
Raket av typen Chang Zheng.

Chang Zheng (长征系列运载火箭; Chángzhēngxìliè yùnzàihuǒjiàn) är en kinesisk modellserie av bärraketer för uppskjutning av nyttolaster till omloppsbana runt jorden. Namnet Chang Zheng kommer av det kinesiska namnet på Den långa marschen som Folkets befrielsearmé gjorde 1934 till 1935.

## Baserad på DF-3
Den första generationen av Chang Zheng-raketer var baserad på missilen DF-3. Första lyckade uppskjutningen med Chang Zheng 1 genomfördes 24 april 1970. Modellen används inte längre och totalt gjordes fyra lyckade uppskjutningar med Chang Zheng 1.
- Chang Zheng 1

## Baserade på DF-5
De följare tre familjerna av Chang Zheng-raketer (-2, -3 och -4) är baserade på missilen DF-5. Den första lyckade uppskjutningen (med Chang Zheng 2A) gjordes 26 november 1975. Till och med 2015 hade 211 lyckade uppskjutningar gjorts med de DF-5 baserade raketerna. Flera modeller är fortfarande aktiva.
- Chang Zheng 2
- Chang Zheng 3
- Chang Zheng 4

## Nya generationen, Flytande bränsle
Av familjerna -5, -6 och -7 är det bara Chang Zheng 6 som har skjutits upp, och det var 19 september 2015. Chang Zheng 5 är planerad att göra sin första uppskjutning i september 2017. Chang Zheng 7 ska ersätta familjerna -2, -3 och -4 och dess första flygning är planerad i juni 2016.
- Chang Zheng 5
- Chang Zheng 6
- Chang Zheng 7

## Nya generationen, Fastbränsleraket
Chang Zheng 11 har hittills flugit en gång, och det var 25 september 2015.
- Chang Zheng 11

## Under planering/utveckling
- Chang Zheng 8
- Chang Zheng 9